# عيد الأضحى
عيد الأضحى هو أحد العيدين عند المسلمين (والعيد الآخر هو عيد الفطر)، يوافق يوم العاشر من شهر ذي الحجة بعد انتهاء وقفة يوم عرفة من كل سنة هجرية، الموقف الذي يقف فيه الحجاج المسلمون لتأدية أهم مناسك الحج، وينتهي يوم الثالث عشر من ذي الحجة. يعدّ هذا العيد أيضاً ذكرى لقصة إبراهيم عليه السلام عندما رأى رؤيا أمره فيها الله بالتضحية بابنه إسماعيل، وبعد تصديقه للرؤيا، وهمّ بذبح ابنه ، أنزل الله كبش من الجنة ليكون فداء وتضحيه لنبي الله إسماعيل ، لذلك يقوم المسلمون بالتقرب إلى الله في هذا اليوم بالتضحية بأحد الأنعام (خروف، أو بقرة، أو جمل) وتوزيع لحم الأضحية على الأقارب والفقراء وأهل بيتهم، ومن هنا جاءت تسمية عيد الأضحى.
مدته شرعاً أربعة أيام على عكس عيد الفطر الذي مدته يوم واحد ؛ فقد روى أبو داود والترمذي في سننه أن النَّبيُّ صلَّى اللهُ عليهِ وسلَّمَ قَدِمَ المدينةَ ولَهُمْ يومَانِ يلعبُونَ فيهِمَا «فقال رسول الله ﷺ: " قدْ أبدلَكم اللهُ تعالَى بِهِمَا خيرًا مِنْهُمَا يومَ الفطرِ ويومَ الأَضْحَى"»، وروى الترمذي في سننه «أن رسول الله ﷺ قال: "يومُ عرفةَ ويومُ النحرِ وأيامُ التشريقِ عيدنا أهلَ الإسلامِ، وهيّ أيامُ أكلٍ وشربٍ"»، فمن هذا الحديث نستنتج أن العيد يومان يوم للفطر ويوم للأضحى، لكن يلحق بالأضحى أيام التشريق الثلاثة، فيصبح مدته أربعة أيام، ولهذا فإن جمهور العلماء يمنعون صيام هذه الأيام تطوعا أو قضاء أو نذرا، ويرون بطلان الصوم لو وقع في هذه الأيام.

## الاسم
لعيد الأضحى أسماء مختلفة منها: يوم النحر، والعيد الكبير، وعيد الحجاج، وغيرها. وتتسم أيام العيد بالصلوات وذكر الله، والفرح والعطاء، والعطف على الفقراء. وتزدان المدن والقرى الإسلامية بثوب جديد، كما أن الأطفال يلبسون أثوابا جديدة، وتكثر الحلوى والفواكه في بيوت المسلمين.
يسمى العيد الكبير في كل من فلسطين والأردن ولبنان ومصر والمغرب وتونس والعراق وليبيا والجزائر والسودان وسوريا.
ويسمى عيد الحجاج في البحرين، وعيد القربان في إيران. وفي تركيا يسمى قربان بيرمو. حيث يذهب المسلمون في تركيا إلى سوق قربان بإزاري لشراء أضحية عيد الأضحى حسب الحالة المادية والاجتماعية لكل شخص، فمنهم من يشتري خروفا ومنهم من يشتري بقرة ومنهم من يشتري جملا.

## وقته

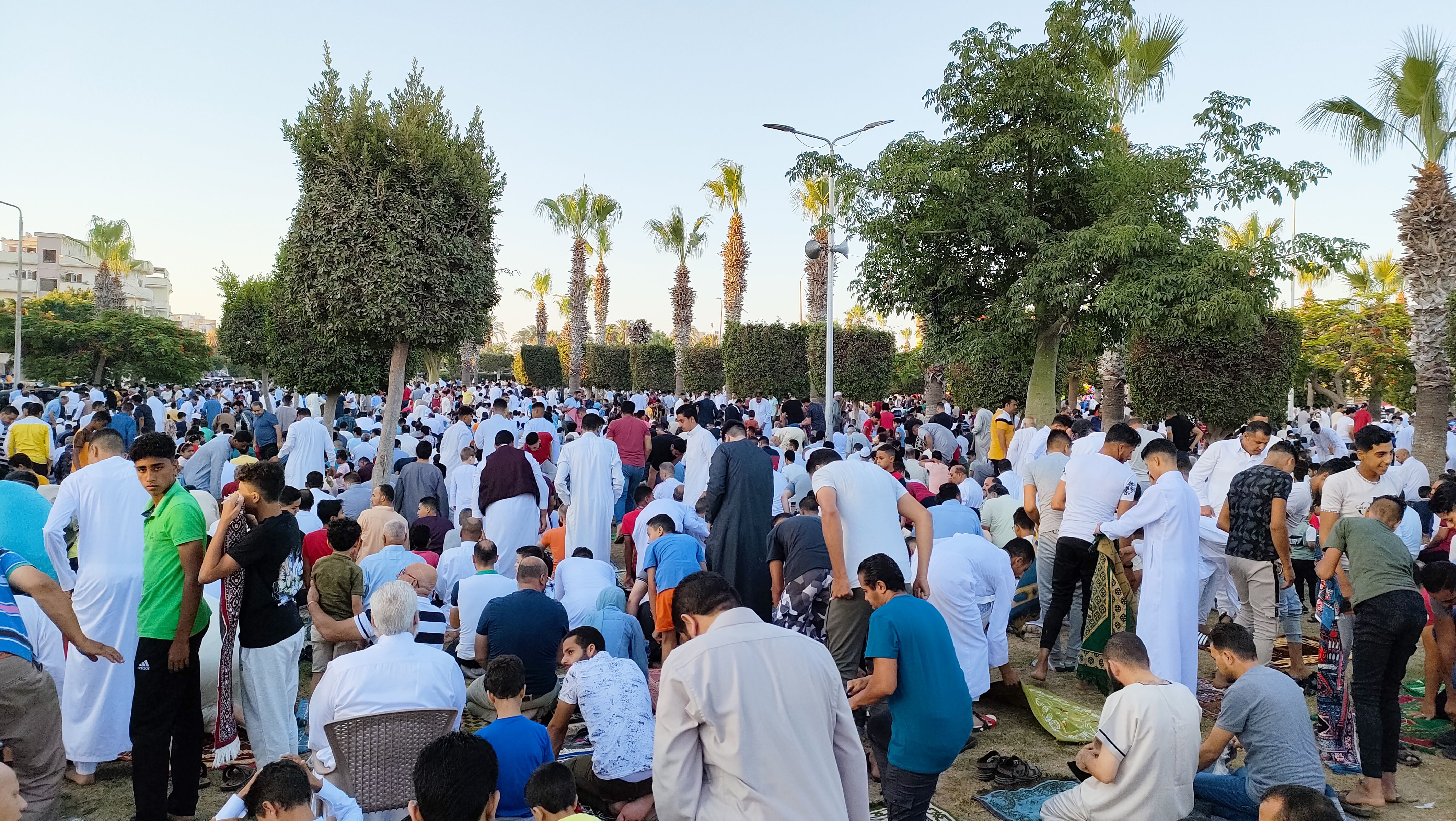
صلاة عيد الأضحى في برج العرب الجديدة

يوافق عيد الأضحى يوم 10 ذو الحجة، حيث يحتفل العالم الإسلامي بهذه المناسبة في كل أنحاء الأرض، ويمتد حتى 13 ذو الحجة، حيث ينهي الحجيج مناسكهم قبله بيوم واحد وهو آخر الأيام التي يتم بها الحج، حيث تكون ذروة هذه المناسك يوم 9 ذو الحجة الذي يصعد فيه الحجاج إلى جبل عرفات.
أما أول أيام العيد فيقوم الحجاج هناك في «منى» بتقديم الأضحيات لوجه الله ومعهم كل قادر من المسلمين في كافة بقاع الأرض. من هنا كانت تسمية هذا العيد بعيد الأضحى؛ وأما ذلك العدد الضخم من الأضحيات التي تذبح وتقدم أضحية، فهي تيمنا بإبراهيم الذي صدق الرؤيا التي أمره الله فيها بذبح ابنه إسماعيل والذي افتداه الله بكبش عظيم.
تبدأ احتفالات عيد الأضحى بأداء صلاة العيد فجر اليوم الأول من العيد الذي يستمر أربعة أيام. وتصلى هذه الصلاة في مصلى خارج «المساجد» كما أنها تجوز داخل المساجد. بعد أداء الصلاة ينتشر المسلمون ليقوموا بذبح أضحياتهم تطبيقا للآية القرآنية: ﴿إِنَّا أَعْطَيْنَاكَ الْكَوْثَرَ ۝١ فَصَلِّ لِرَبِّكَ وَانْحَرْ ۝٢﴾ [الكوثر:1–2].

## المعايدة
اعتاد المسلمون تحية بعضهم البعض فور انتهائهم من أداء صلاة العيد، حيث يقوم كل مسلم بمصافحة المسلم قائلاً «تقبل الله منا ومنك» و«كل عام وأنتم بخير». واعتادوا على زيارة أقاربهم ومعايدتهم.
قال جبير بن نفير: 
| عيد الأضحى | كان أصحاب رسول اللَّه إذا التقوا يوم العيد يقول بعضهم لبعض: تقبل الله منا ومنك | عيد الأضحى |

كما جرت العادات أن يتبادل المتعايدون أبياتًا من الشعر للتهنئة بالعيد ومن أشهرها:
قولُ المتنبي:
وقول الشاعر شادي المرعبي:
وقول الشاعر فواز اللعبون:

## التكبير

### وقت التكبير
التكبير في العيد سنة مؤكدة، واختلف الفقهاء في هذه المسألة على ثلاثة أقوال مشهورة:
- أولها: أنه يكبر من صبح يوم عرفة إلى العصر من آخر أيام التشريق، وهذا قول عمر وعلي وابن عباس وابن مسعود وجابر وعمار والزهري وكحول وسفيان وأحمد وأبو ثور. وحكى ابن قدامة إجماع الصحابة على ذلك، وذهب أبو حنيفة إلى أنّه يبدأ بعد صلاة الصبح إلى العصر من يوم النحر، وذهب صاحباه إلى ما ذهب إليه الصحابة والجمهور وعليه الفتوى في المذهب. المغني (2/246) والإنصاف (2/410)و حاشية ابن عابدين (3/64) وفتح القدير 2/79) واللباب (1/118) والدر المحتار (2/180)
- ثانيها: أنه يكبر من ظهر يوم النحر إلى صبح آخر أيام التشريق، وهذا القول هو القول المشهور عند الشافعية، وهو قول المالكية، ومذهب عطاء. المجموع (5/39) وروضة الطالبين (2/80) والمدونة (1/249)، والفقه المالكي في ثوبه الجديد (1/259)
- ثالثها: أنه يبدأ بصلاة الظهر من يوم عرفة وينتهي عند عصر يوم النحر، وهذا قول عند الأحناف. البدائع (1/195)

يمكن تلخيص الأقوال كالتالي:
- الحنفية والحنابلة: يبدأ وقت التكبيرات بعد صلاة الفجر مباشرة من يوم عرفة 9 ذو الحجة، وينتهي بعد صلاة العصر من آخر أيام التشريق، 13 ذو الحجة، وعليه تكون التكبيرات خلال خمسة أيام.
- المالكية: يبدأ التكبير بعد صلاة الظهر من يوم عيد الأضحى، وينتهي بصلاة الفجر من اليوم الرابع 13 ذو الحجة.
- الشافعية: يبدأ وقت التكبيرات من فجر يوم عرفة 9 ذو الحجة وينتهي حتى غروب شمس اليوم الثالث من أيام التشريق 13 ذو الحجة.

الترجيح: قال الحافظ: ولم يثبت في شيء من ذلك عن النبي حديث، وأصح ما ورد فيه عن الصحابة قول على وبن مسعود إنه من صبح يوم عرفة إلى آخر أيام منى أخرجه بن المنذر وغيره والله أعلم. فتح الباري - ابن حجر (2/462)
وقال النووي: واختارت طائفة محققي الأصحاب المتقدمين والمتأخرين أنه يبدأ من صبح يوم عرفة ويختم بعصر آخر التشريق.. واختاره ابن المنذر والبيهقي وغيرهما من أئمة أصحابنا الجامعين بين الفقه والحديث وهو الذي اختاره. المجموع (5 /34و35)، وقال : وقول أنه من صبح يوم عرفة إلى عصر آخر أيام التشريق وهو الراجح عند جماعة من أصحابنا وعليه العمل..شرح النووي على مسلم (6 / 180)، الأوسط لابن المنذر (4/303 9،و سنن البيهقي (5/101)
وقال شيخ الإسلام: أصح الأقوال في التكبير الذي عليه جمهور السلف والفقهاء من الصحابة والأئمة أن يكبر من فجر يوم عرفة إلى آخر أيام التشريق عقب كل صلاة ويشرع لكل أحد أن يجهر بالتكبير عند الخروج إلى العيد وهذا باتفاق الأئمة الأربعة. مجموع الفتاوى(24 /220)
وقال ابن حزم: مسألة - والتكبير إثر كل صلاة، وفي الأضحى، وفي أيام التشريق ويوم عرفة -: حسن كله، لأن التكبير فعل خير، وليس ها هنا أثر عن رسول الله بتخصيص الأيام المذكورة دون غيرها. المحلى(5 / 91)551
وقال الحافظ: وأصح ما ورد فيه عن الصحابة قول علي وبن مسعود إنه من صبح يوم عرفة إلى آخر أيام منى أخرجه بن المنذر وغيره والله أعلم. فتح الباري-ابن حجر(2 /462)
وقال العثيمين: والصحيح في هذه المسألة: أن التكبير المطلق في عيد الأضحى ينتهي بغروب الشمس من آخر يوم من أيام التشريق، وعلى هذا فيكون فيه مطلق ومقيد من فجر يوم عرفة إلى غروب الشمس من آخر يوم من أيام التشريق. الشرح

### صيغ التكبير
- عند أهل السنة

وأما عن صيغ التكبير، فالمأثور من التكبير هو: (الله أكبر الله أكبر الله أكبر، لا إله إلا الله. والله أكبر. الله أكبر. ولله الحمد) وهناك زيادة وهي «الله أكبر كبيرا والحمد لله كثيرا وسبحان الله بكرة وأصيلا. وصلى الله على محمد وعلى آله وصحبه وسلٌم تسليماً كثيرا».
وقد اعتاد المصريون صيغة في التكبير منذ زمن الشافعي، وهي: «الله أكبر الله أكبر الله أكبر لا إله إلا الله الله أكبر الله أكبر ولله الحمد، الله أكبر كبيرًا والحمد لله كثيرًا وسبحان الله بكرة وأصيلاً، لا إله إلا الله وحده صدق وعده ونصر عبده وأعز جنده وهزم الأحزاب وحده، لا إله إلا الله ولا نعبد إلا إياه مخلصين له الدين ولو كره الكافرون، اللهم صل على محمد وعلى آل محمد وعلى أصحاب محمد وعلى أنصار محمد وعلى أزواج محمد وعلى ذرية محمد وسلم تسليمًا كثيرًا». وقال عنها الشافعي: «وإن كبر على ما يكبر عليه الناس اليوم فحسن، وإن زاد تكبيرًا فحسن، وما زاد مع هذا من ذكر الله أحببتُه»
- عند الشيعة

إن صيغ التكبير عند الشيعة مختلفة مثل ما جاء في آراء أهل السنة فالمأثور "الله أكبر الله أكبر الله أكبر، لا إله إلا الله، والله أكبر الله أكبر ولله الحمد، الله أكبر على ما هدانا." والمعروف في الأخبار تثنية التكبير أوّلاً، وإضافة: والحمد على ما أولانا". أو الحمد لله على ما هدانا، وله الشكر على ما أولانا، الله أكبر على ما رزقنا من بهيمة الأنعام. إذن القول المعروف في الأخبار هو: 

## الغسل
الغسل للعيد سنة مؤكدة عند المسلمين في حق الجميع؛ الكبير والصغير، الرجل والمرأة على السواء. ويجوز الغسل للعيد قبل الفجر في الأصح على خلاف غسل الجمعة. جاء في كتاب المغني لابن قدامة الحنبلي: يستحب أن يتطهر بالغسل للعيد، وكان ابن عمر يغتسل يوم الفطر، روى ابن عباس، "أن رسول الله كان يغتسل يوم الفطر والأضحى."
وروي أيضا أن النبي قال في جمعة من الجمع: «إن هذا يوم جعله الله عيداً للمسلمين، فاغتسلوا، ومن كان عنده طيب فلا يضره أن يمس منه، وعليكم بالسواك» رواه ابن ماجه في السنن. ويستحب أن يتنظف، ويلبس أحسن ما يجد، ويتطيب، ويتسوك.

## صلاة العيد

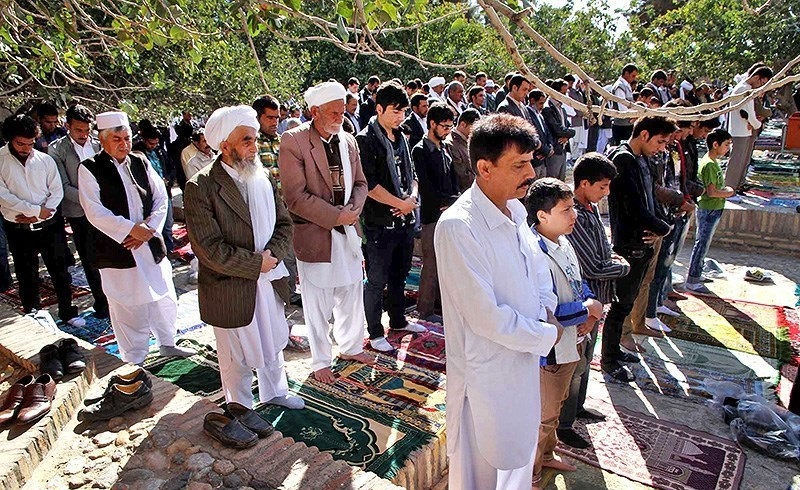
مسلمون إيرانيون يؤدون صلاة عيد الأضحى 1434 هـ بالجامع الجامي، 16 أكتوبر 2013

من السنة أيضا يوم العيد أن يشارك المسلمون جميعاً في حضور صلاة العيد. روت أم عطية: أمرنا رسول الله ـ ـ أن نخرج في الفطر والأضحى العواتق والحيّض وذوات الخدور، فأما الحيض فيعتزلن الصلاة ويشهدن الخير، ودعوة المسلمين.
ويصف جابر بن عبد الله صلاة العيد مع الرسول فيقول: «شهدت مع رسول الله الصلاة يوم العيد فبدأ بالصلاة قبل الخطبة بغير أذان ولا إقامة. ثم قام متوكئا على بلال. فأمر بتقوى الله، وحث على طاعته ووعظ الناس وذكرهم ثم مضى حتى أتى النساء فوعظهن وذكرهن. فقال «تصدقن فإن أكثركن حطب جهنم» فقامت امرأة من سطة النساء سفعاء الخدين فقالت: لم يا رسول الله! قال «لأنكن تكثرن الشكاة وتكفرن العشير» قال: فجعلن يتصدقن من حليهن يلقين في ثوب بلال من أقرطتهن وخواتمهن.».
ويسن كذلك أن يذهب إلى صلاة العيد من طريق، ويعود إلى بيته من طريق آخر لتكثر الخطوات، ويكثر من يشاهده فعن جابر—قال: «كان النبي إذا كان يوم عيد خالف الطريق» رواه البخاري.
وصلاة العيد ركعتان، يكبر في الأولى سبعًا سوى تكبيرة الإحرام يرفع يديه فيها، وفي الثانية خمسًا سوى تكبيرة القيام، وتجوز جماعة، وعلى انفراد، ووقتها ما بين طلوع الشمس وزوالها. ويجهر بالقراءة فيهما، ويسن أن يقرأ فيهما بعد الفاتحة بقاف والقمر، أو بسبح والغاشية. ويخطب الإمام بعدهما خطبتين، يكبر ندبًا في افتتاح الخطبة الأولى تسعًا، ويكبر في افتتاح الثانية سبعًا. أما حكم صلاة العيد فهي فرض كفاية، وقيل سنة مؤكدة.

## الاحتفالات

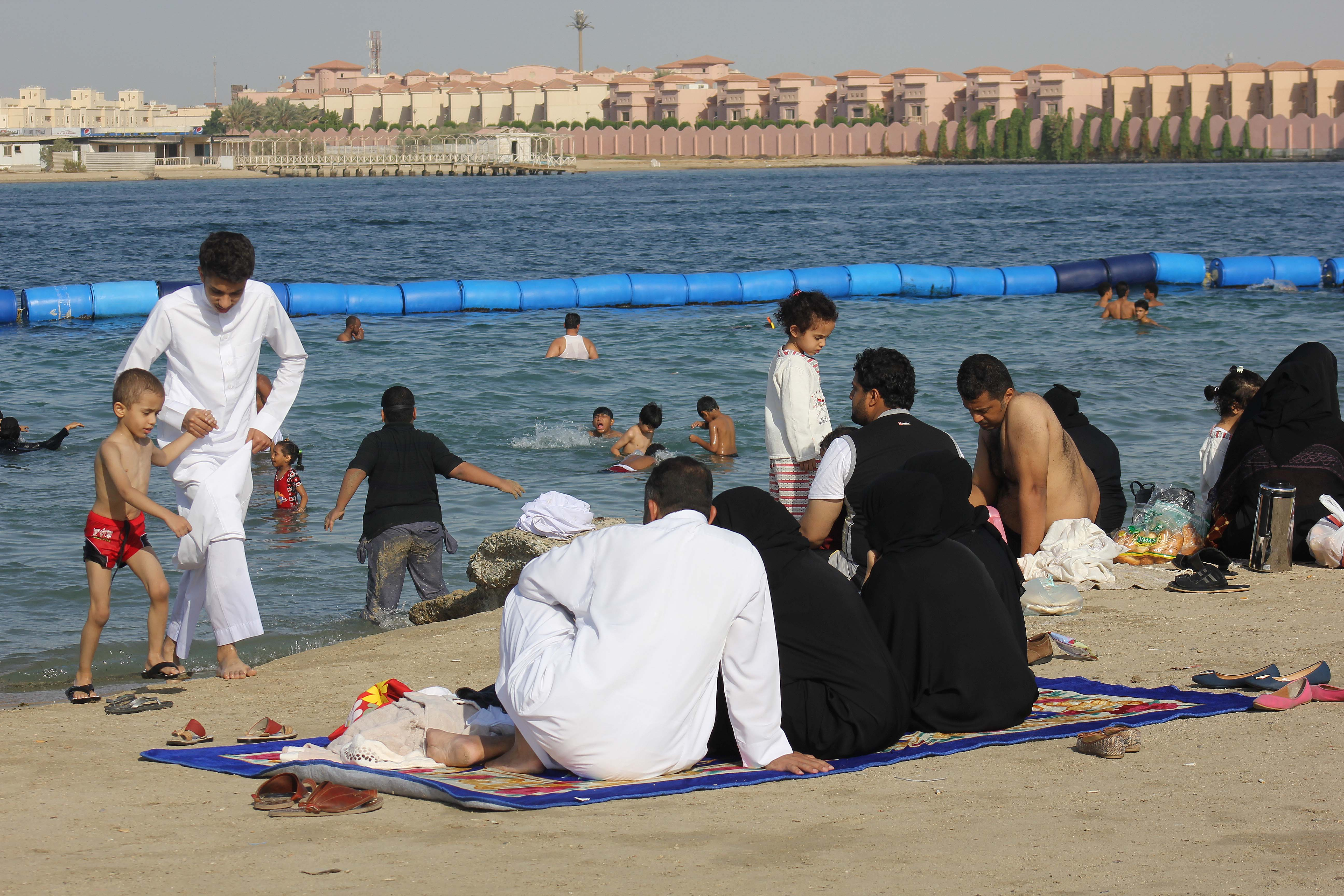
نزهة عائلية في صباح يوم عيد الأضحى 1434 هـ على سواحل مدينة جدة السعودية.

العيدية هي عادة إسلامية سنوية وتكون العادة عبارة عن نقود أو هدية أو حلوى وغيرها تعطى للأطفال في عيد الفطر المبارك وأيضًا في عيد الأضحى وتعود هذه العادة العربية الإسلامية إلى قرون قديمة.
تشهد الشوارع ازدحاما في الأسواق لشراء الملابس الجديدة والمأكولات والحلويات.

وبعد أداء صلاة العيد يذهب الناس إلى منازلهم استعدادا لتهنئة الأهل والأقارب ولاستقبال الضيوف ويجتمع جميع أفراد العائلة ويتم ذبح الخروف ويتم تقديم الحلوى مع القهوة وغداء العيد، هذه هي عادات العديد من الدول الإسلامية.

## الأضحية
الأضحيّة (بفتح الياء وتشديدها) هي إحدى شعائر الإسلام، التي يتقرب بها المسلمون إلى الله بتقديم ذبح من الأنعام وذلك من أول أيام عيد الأضحى حتى آخر أيام التشريق، وهي من الشعائر المشروعة والمجمع عليها، وهي سنة مؤكدة لدى جميع مذاهب أهل السنة والجماعة الفقهية الشافعية والحنابلة والمالكية ما عدا الحنفية فهم يرون بأنها واجبة وقال بوجوبها ابن تيمية وإحدى الروايتين عن أحمد وهو أحد القولين في مذهب المالكية، ويرى الشيعة بأنها مستحبة استحباب مؤكد. ومن الأحاديث التي دلت على مشروعية الأضحية حديث أنس بن مالك قال: «ضحى النبي صلى الله عليه وسلّم بكبشين أملحين ذبحهما بيده وسمى وكبر، وضع رجله على صفاحهما.» وحديث عبد الله بن عمر قال: «أقام النبي صلى الله عليه وسلّم بالمدينة عشر سنين يضحي.». للأضحية شروط معينة يجب أن تتحقق فيها أولها أن تكون بهيمة الأنعام وهي: الإبل والبقر والغنم، وسن معين لها وغير هذا فتكون الأضحية غير مجزئة، ويشترط أن تكون خالية من العيوب، وأن تكون ملكاً للمضحي، وأن لا يتعلق بها حق للغير، وأن يضحى بها في الوقت المحدد، والنية، ويشترط لدى الحنابلة والشافعية التصدق ببعض لحمها وهو نيء.

## مصادفته بالتاريخ الميلادي
| العام   | التاريخ        |
| ------- | -------------- |
| 1420 هـ | 16 مارس 2000   |
| 1421 هـ | 3 مارس 2001    |
| 1422 هـ | 21 فبراير 2002 |
| 1423 هـ | 11 فبراير 2003 |
| 1424 هـ | 1 فبراير 2004  |
| 1425 هـ | 20 يناير 2005  |
| 1426 هـ | 10 يناير 2006  |
| 1427 هـ | 30 ديسمبر 2006 |
| 1428 هـ | 19 ديسمبر 2007 |
| 1429 هـ | 8 ديسمبر 2008  |
| 1430 هـ | 26 نوفمبر 2009 |
| 1431 هـ | 16 نوفمبر 2010 |
| 1432 هـ | 6 نوفمبر 2011  |
| 1433 هـ | 26 أكتوبر 2012 |
| 1434 هـ | 15 أكتوبر 2013 |
| 1435 هـ | 4 أكتوبر 2014  |
| 1436 هـ | 24 سبتمبر 2015 |
| 1437 هـ | 12 سبتمبر 2016 |
| 1438 هـ | 1 سبتمبر 2017  |
| 1439 هـ | 21 اغسطس 2018  |
| 1440 هـ | 11 اغسطس 2019  |
| 1441 هـ | 31 يوليو 2020  |
| 1442 هـ | 19 يوليو 2021  |
| 1443 هـ | 9 يوليو 2022   |
| 1444 هـ | 28 يونيو 2023  |

## معرض الصور

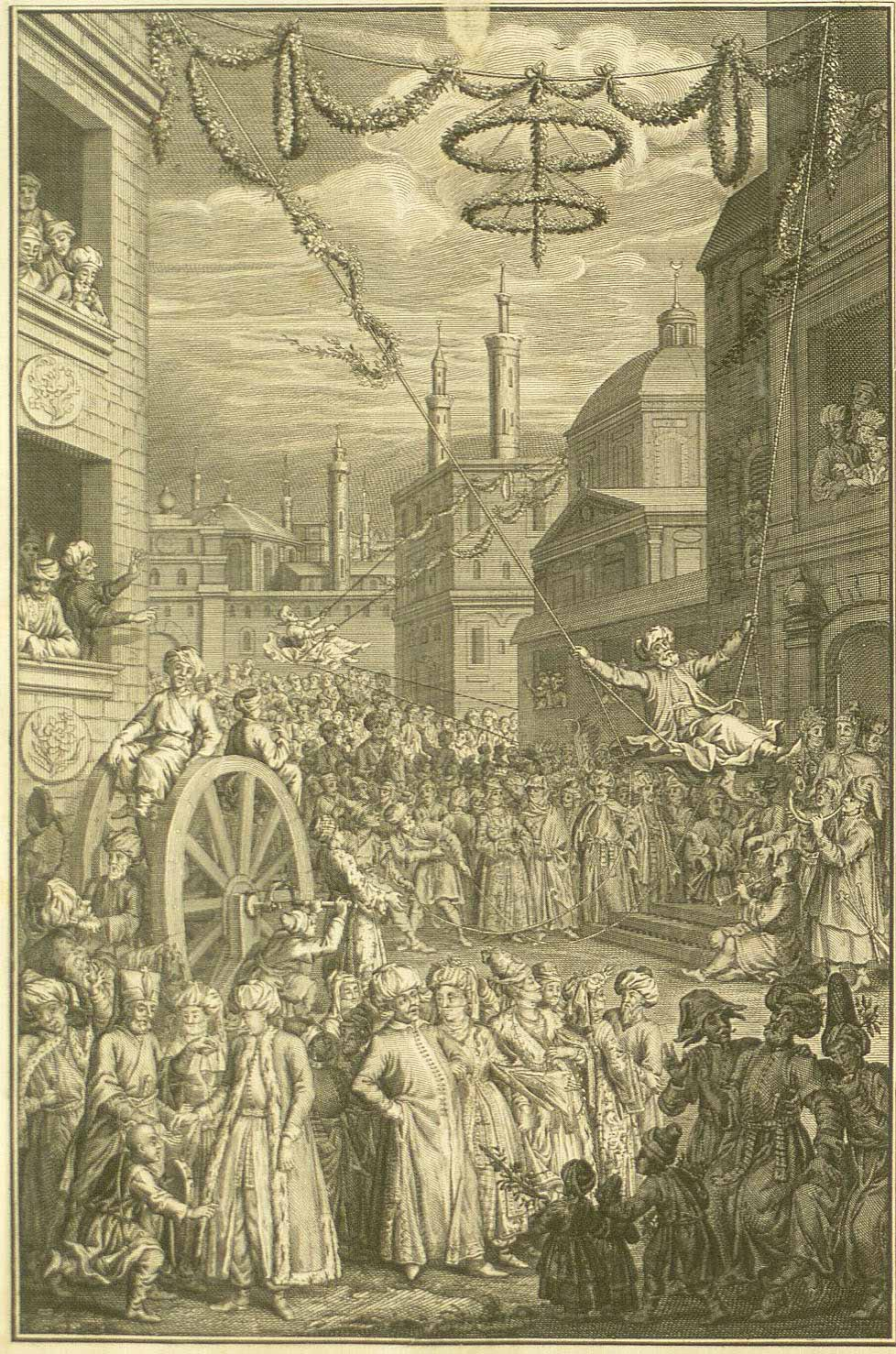
لوحة تنقل التصور الفرنسي لاحتفالات المسلمين (عيد فصح المحمديين، كذا) بعيد الأضحى (بايرام، وهي كلمة تركية فارسية)، حوالي سنة 1780م.
وجبة الفتة باللحم تنتشر في عدة دول عربية خلال عيد الأضحي.
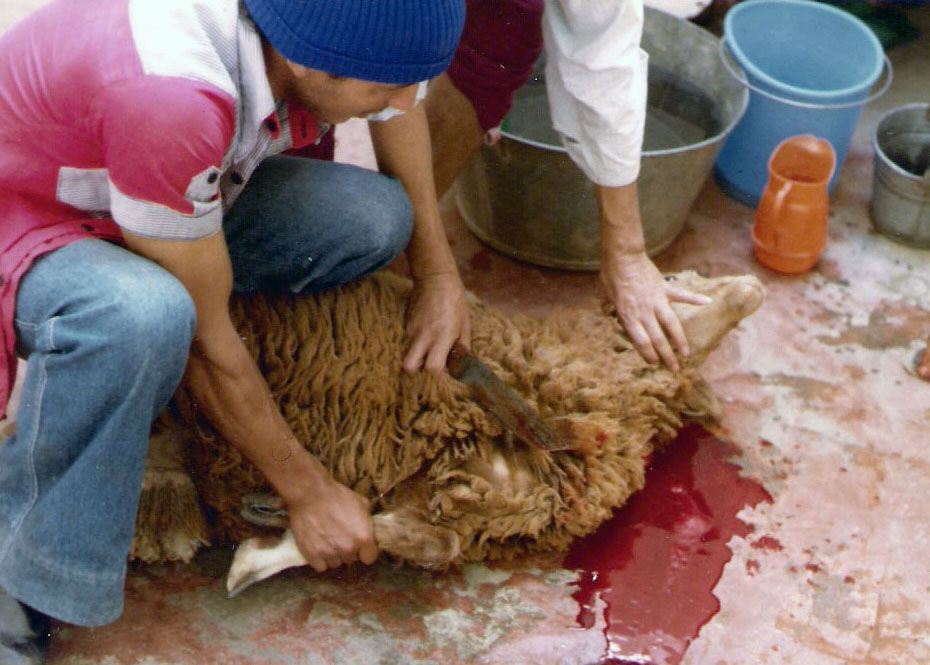
الأضحية
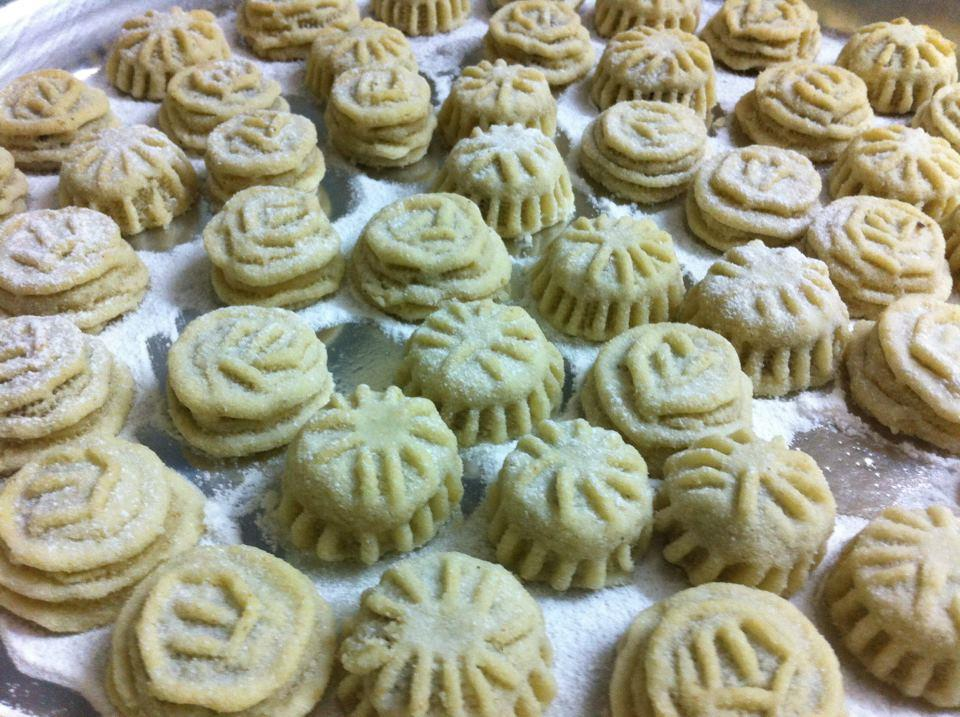
كعك العيد الفلسطيني - عرب الداخل
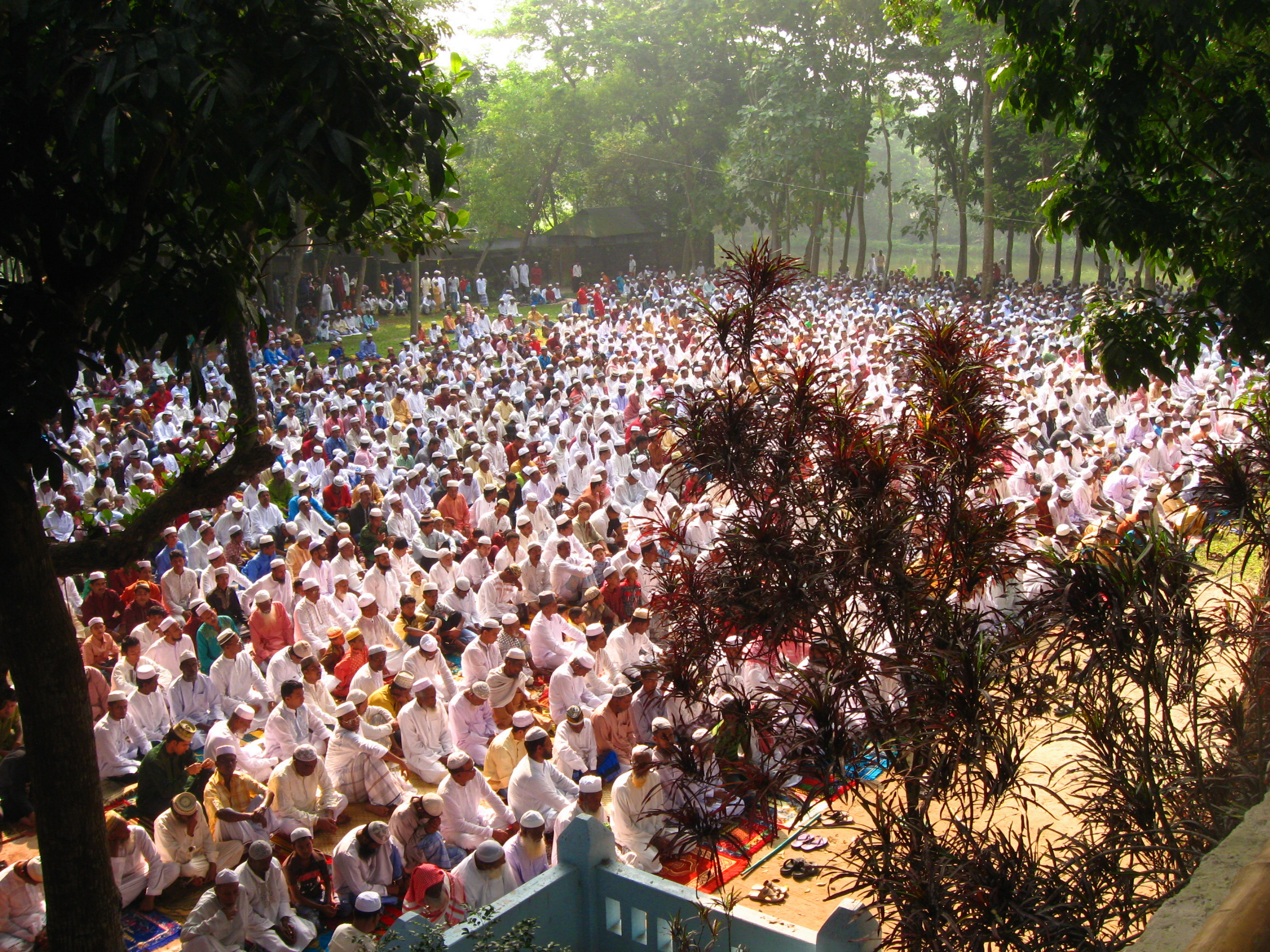
صلاة العيد في بنغلاديش.
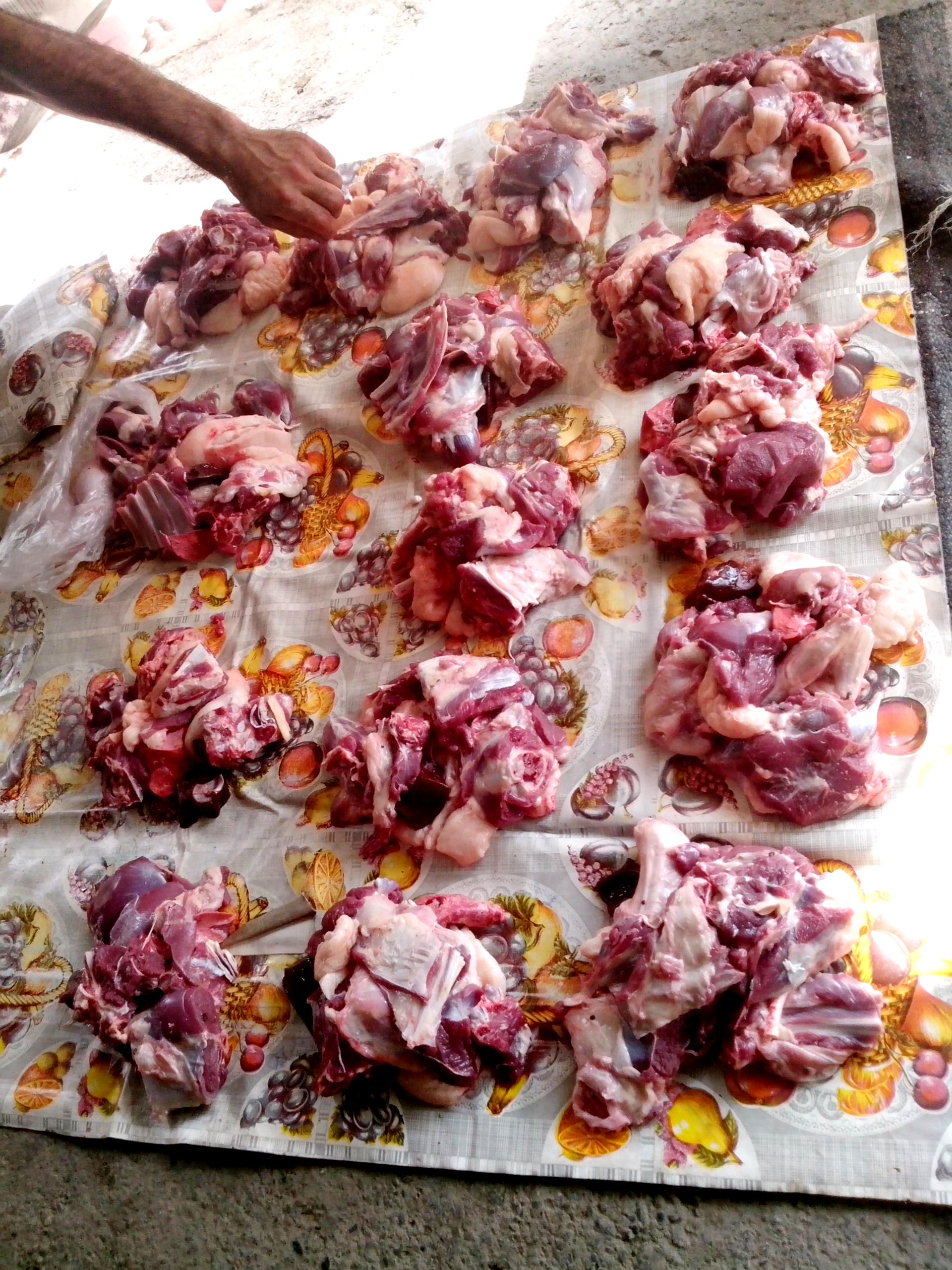
لحوم الأضحية في آذربيجان
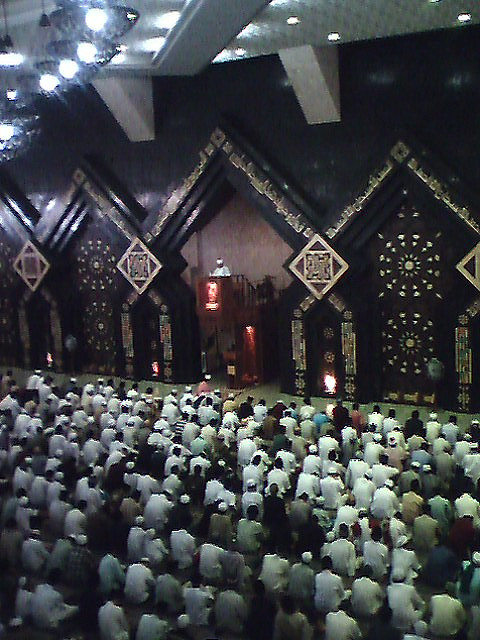
خطبة صلاة عيد الأضحى في إندونيسيا